# Xeronemataceae
Xeronemataceae је мала фамилија монокотиледоних биљака, са једним родом и две врсте. Ареал је ограничен на мала острва северно од Новог Зеланда и Нову Каледонију. Статус фамилије не признају сви класификациони системи (APG II систем признаје).